# Samuel Kuffour
Samuel Osei Kuffour, ganski nogometaš, * 3. september 1976, Kumasi, Gana.
Sodeloval je na nogometnem delu poletnih olimpijskih iger leta 1992.